# Lego 2K Drive
Lego 2K Drive es  juego de carreras basado en Lego, desarrollado por Visual Concepts y publicado por 2K. Su lanzamiento fue el 19 de mayo de 2023 para Windows, Nintendo Switch, PlayStation 4, PlayStation 5, Xbox One y Xbox Series X/S.

## Jugabilidad
Lego 2K Drive es un juego de carreras que se juega desde una perspectiva en tercera persona. El juego se desarrolla en BrickLandia, que consta de una serie de regiones que los jugadores pueden explorar libremente. El juego presenta entorno destructible, como es común en los juegos de Lego. Además de completar la historia, los jugadores pueden completar diferentes minijuegos y desafíos en el mundo del juego. En el juego, los jugadores pueden crear sus vehículos con 1000 piezas de LEGO, aunque también están disponibles opciones más convencionales, como las de Lego City y Lego Creator. Los vehículos también pueden transformarse. Por ejemplo, un vehículo terrestre puede transformarse en un bote si es conducido al agua. El juego también incluye modos multijugador cooperativo y competitivo. También estarán disponibles juegos en línea para dos jugadores pantalla dividida y seis jugadores.

## Desarrollo
Mientras que TT Games desarrolló la mayoría de los juegos de Lego, Lego 2K Drive fue desarrollado por Visual Concepts, que es principalmente conocido por crear juegos de baloncesto. Los miembros del equipo tenían experiencia trabajando en juegos de carreras como Hydro Thunder y San Francisco Rush. Lego 2K Drive marcó el comienzo de un contrato de varios juegos entre The Lego Group y 2K Games. El desarrollo del juego tomó alrededor de cinco años. Según el equipo, el juego estaba destinado a ser una experiencia informal y accesible. El director creativo Brian Silva agregó que 2K Drive fue diseñado para ser más que un simple "juego de carreras", ya que anima a los jugadores a construir sus vehículos, explorar el mundo del juego y completar varias actividades paralelas.
Anunciado en marzo de 2023, el lanzamiento del juego está programado para el 19 de mayo de 2023 para Windows, Nintendo Switch, PlayStation 4, PlayStation 5, Xbox One y Xbox Series X y S. Visual Concepts planeó respaldar el juego con contenido descargable adicional en el momento del lanzamiento.